# Arachnologia
Arachnologia (gr. aráchnē = pająk, lógos = nauka) – dziedzina zoologii zajmująca się badaniem pajęczaków (Arachnida).